# Arco naturale

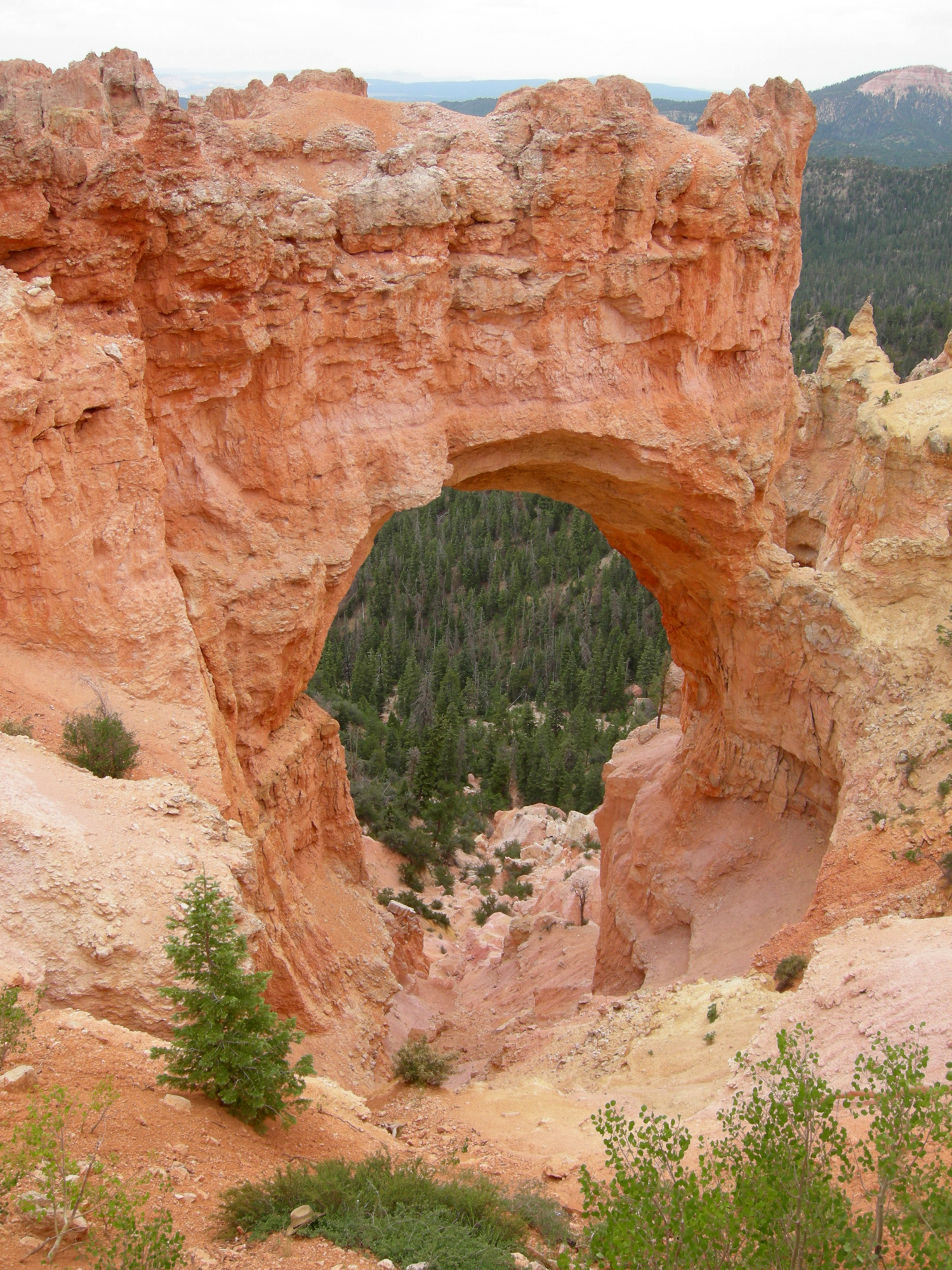
Un arco naturale nel Bryce Canyon National Park.

Un arco naturale, o ponte naturale, è una struttura geomorfologica in cui la roccia assume l'aspetto di un arco o di un ponte, con una via di passaggio sottostante. La genesi dell'arco roccioso risiede in un lungo processo di erosione dovuto a elementi climatici (precipitazioni atmosferiche, erosione eolica, escursione termica, umidità) o all'acqua. Per tale motivo gli archi naturali tendono normalmente ad assottigliarsi nel corso nel tempo, sino a crollare.

## Archi naturali in Italia

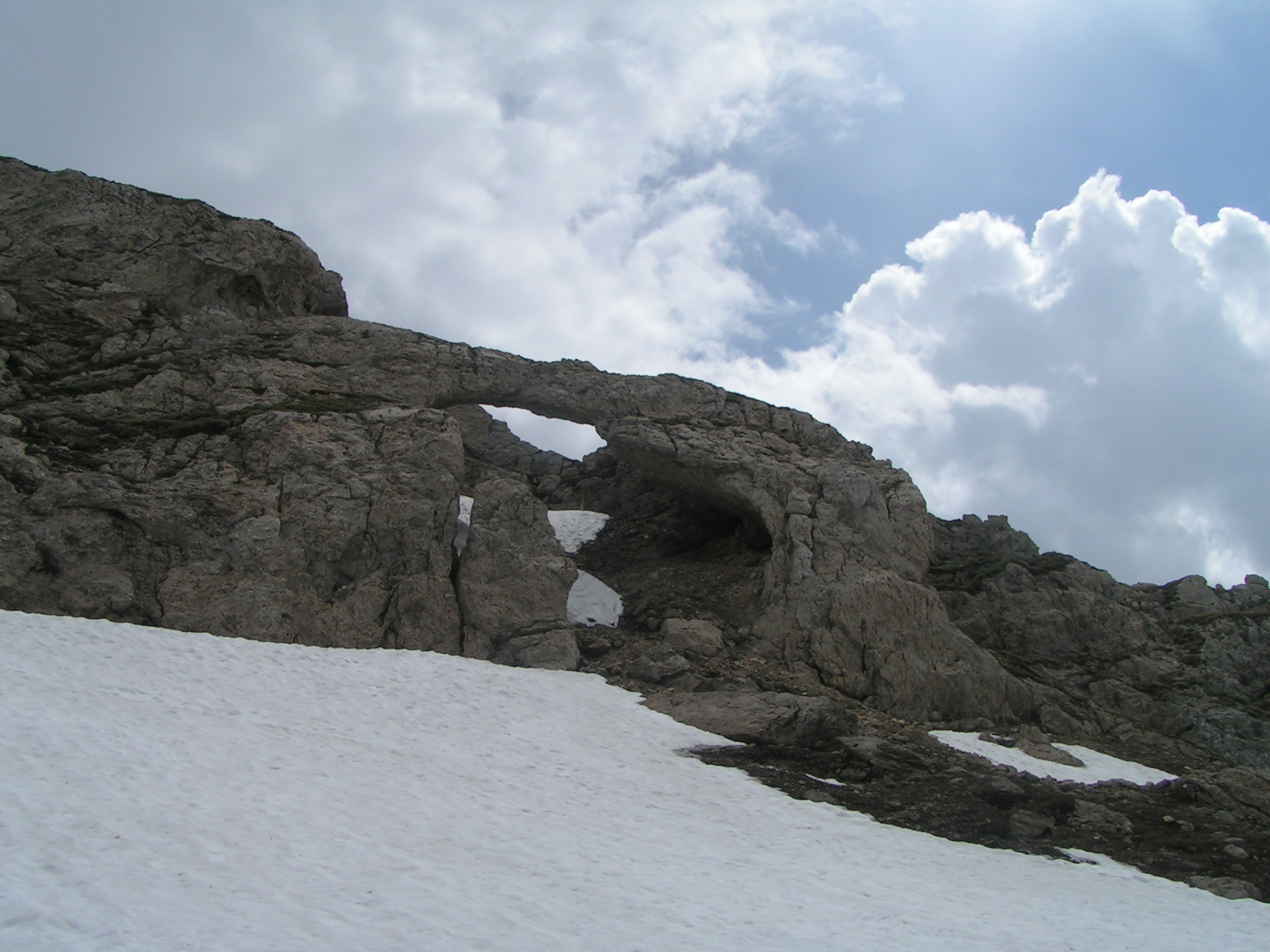
Arco naturale sul Passo della Greina, Svizzera

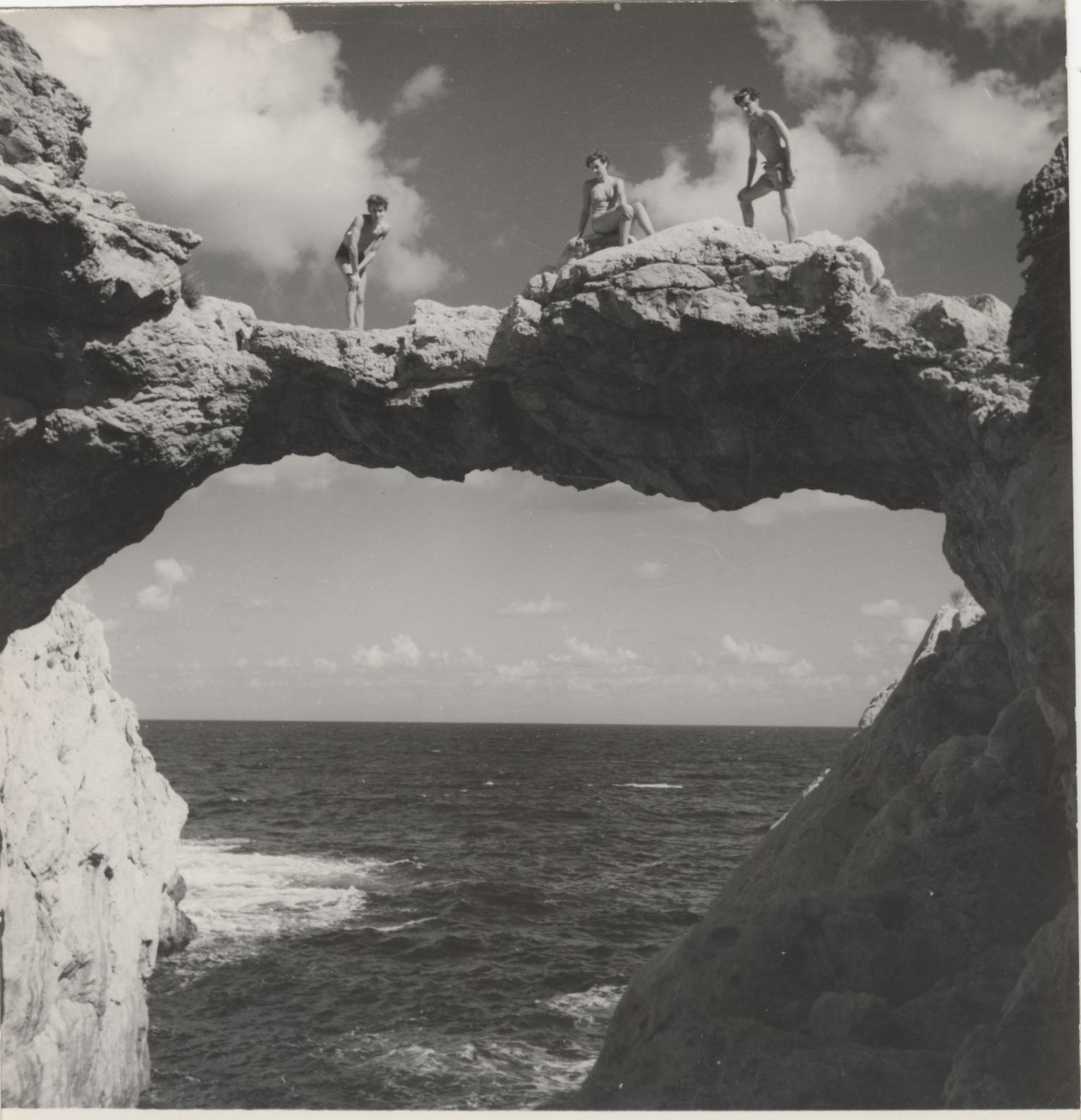
Arco di Aspra, Bagheria

- Arco naturale in Val Pegherolo, Piazzatorre
- Arco naturale dell'isola di Capri
- Arco naturale di Palinuro
- Arco naturale di Tavolara
- Arco naturale di Cala Goloritzè (provincia di Nuoro)
- Arco naturale di Pollara, isola di Salina
- Arco naturale dello Stevia, Val Gardena
- Ponte di Veja, Sant'Anna d'Alfaedo
- Monte Forato, Stazzema,
- La Grotta dei briganti, Piaggine
- La Strada delle pietre, Caggiano
- Arco naturale di Tivoli
- Arco naturale di Tiscali (provincia di Nuoro)
- Arco naturale di Fondarca-Monte Nerone
- Arco naturale delle Masentine Mombasiglio
- Arco Azzurro di Mongerbino Bagheria
- Buco del prete di Albisola Superiore
- Ponte d'Ercole (Ponte del Diavolo), Polinago
- Ponte dell'Orco, Ospedaletto
- Arco naturale del Monte Priaforà, Velo d'Astico